# Sangram Mukherjee
Sangram Mukherjee (sinh năm 1981) là một cầu thủ bóng đá người Ấn Độ, đến từ Kanchrapara, hiện tại thi đấu cho Prayag United ở I-League tại Ấn Độ với vị trí thủ môn.

## Sự nghiệp quốc tế
Sangram đã hơn 20 lần khoác áo cho đội tuyển quốc gia Ấn Độ